# Metro (加拿大公司)

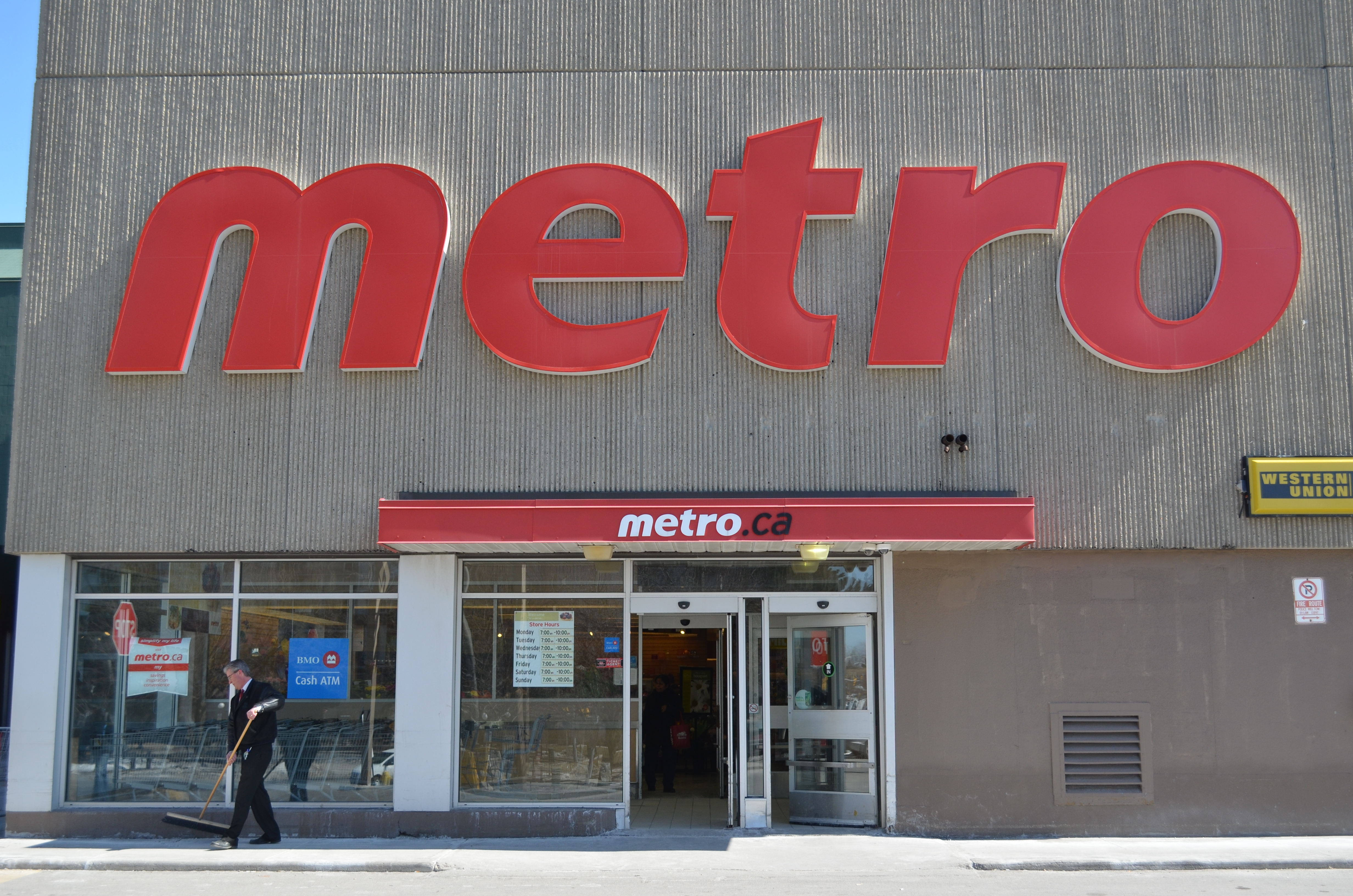
一家Metro

Metro Inc.是一家加拿大蒙特利尔的食品零售商，在魁北克和安大略省经营。

## 历史
该公司于1947年由罗兰·让诺（Rolland Jeanneau）在魁北克凡尔登创立，整合了不少小杂货商。1986年，该公司在蒙特利尔证券交易所上市。
在经历1990年代初期的经济衰退后，公司进行重组。1993年，该公司在多伦多证券交易所上市。